# Mandache Leocov
Mandache Leocov (n. 20 noiembrie 1928, Prelipca, România – d. 17 octombrie 2018, Iași, România) a fost un botanist român, director al Grădinii Botanice din Iași între anii 1973-1990.
De-a lungul carierei în cadrul Grădinii Botanice și Universității „Alexandru Ioan Cuza” din Iași, unde a fost profesor în cadrul Facultății de Biologie-Geografie, Leocov a influențat proiecte majore de amenajare peisagistică și de infrastructură urbană, precum regularizarea râului Bahlui, păstrarea aliniamentelor originale de arbori în cartierul Copou, sau a doua tratare cu succes a Teiului lui Eminescu. În timpul directoratului său, Grădina Botanică din Iași a devenit o instituție universitară importantă din România.

## Biografie și parcurs profesional
Mandache Leocov s-a născut într-o familie extrem de modestă, în satul Prelipca, comuna Salcea, județul Botoșani (acum, județul Suceava). Botanistul își aduce aminte că în casa părintească "nu exista nicio carte" .
A absolvit, în ciuda greutăților financiare, liceul "Ștefan cel Mare" din Suceava. Studiază apoi la Iași, unde a absolvit Facultatea de Agricultură din cadrul Universității Agronomice în anul 1953..
Și-a început cariera universitară în 1955, ca asistent al profesorului Constantin Oescu, la disciplina Floricultură, Dendrologie și Arhitectura Peisajelor. În același an câștigă un concurs pentru reamenajarea spațiului verde din jurul Universității Agronomice din Iași. În 1959, realizează inventarul plantelor decorative lemnoase din Iași și din împrejurimi, extinzând în următorii ani cercetarea asupra tuturor plantelor din Moldova.
În 1972 obține titlul științific de doctor în științe agricole cu teza "Studiul agro și geobotanic al buruienilor din bazinul Vasluieț" sub conducerea prof. dr. doc. Mihai Răvăruț. 
Leocov a coordonat primul plan istoric de regularizare a albiei râului Bahlui, alături de viitorul profesor Laurențiu Palade și de arhitectul-șef al orașului, Veisa.
Realizarea sa cea mai notabilă este dezvoltarea, pe actualul amplasament din dealul Copoului, a Grădinii Botanice din Iași. Leocov a preluat, neremunerat, funcția de director în anul 1973:  "Mi-au spus că au nevoie de mine un an, un an și jumătate. Eram îndrăgostit de plante, făcusem doctoratul în botanică agricolă. Un an s-a transformat în 17 ani. Grădina avea atunci 43 de hectare, am lăsat-o cu 105 hectare. Cu excepția unei suprafețe de șase hectare, toate terenurile pe care le-am preluat erau neproductive, aride. Marea majoritate erau așa de degradate că le-a abandonat Gostat-ul. Am făcut împrejmuirea, extinderea rețelei de ape, de drumuri, am stins ravenele, am făcut lacurile, centrele gospodărești. [...] Vreo patru ani de zile am organizat serele grădinii botanice. O parte din serele de arbori tropicali sunt tot din vremea mea. Expoziția de crizanteme tot eu am început-o", își amintește Leocov. A publicat, în 1988, altături de Emilian Țopa, Ion Sârbu, Ionel Lupu, Rodica Rugină și Corneliu Tăbăcaru, lucrarea de referință Ghidul Grădinii Botanice , lărgind în același timp sfera de relații a instituției universitare cu alte grădini botanice din lume. Alte publicații ale lui Leocov: Bazele agriculturii, vol. I-IV, Iași, 1976-1981; Agrofitotehnie, curs universitar, Iași.

## Implicare civică

### În perioada comunistă
Leocov a rămas în memoria Iașiului ca una dintre personalitățile academice din perioada comunistă care a îndrăznit să conteste și, deseori, să oprească brutalitățile ecologice ale procesului de sistematizare urbană. De exemplu, în anii '80, primarul Eugen Nechifor intenționa să taie sute de tei pentru modernizarea căii de rulare a tramvaielor, însă a fost convins de botanist să modifice proiectul: "Era vorba de bucata de Copou de la regiment la Agronomie. I-am explicat că teii nu trebuie tăiați pentru că Iașiul este un oraș al teilor, al parcurilor și grădinilor, al florilor. I-am dat soluția să deplasăm bordurile și pe stânga și pe dreapta cu jumătate de metru. Așa s-a făcut", explică profesorul Leocov.
S-a opus, de asemenea, intențiilor autorităților comuniste de la București, care, în planul național de sistematizare a țării, incluseseră defrișarea florii arboricole de pe ambele sensuri ale bulevardului Carol (Copou), pentru a face loc blocurilor: "Parcul Ghica Vodă, care are o lărgime de 50 de metri pe ambele sensuri, ar fi trebuit să fie tăiat. Era vorba despre construirea de blocuri. Am avut dispute două jumătăți de zile cu colectivul care a elaborat planul. Am pledat din răsputeri să nu se distrugă cea mai frumoasă parte a orașului. Perdele acelea s-au făcut începând cu 1852, la recomandarea fostului domnitor Ghica Vodă. Le-am dus o lucrare a lui Cobâlcescu, referitoare la subsolul orașului Iași, care ridică probleme, cu argile, cu nisipuri, cu loesuri. Se întâmpla prin anii ’83-’84. În sistematizarea Iașului, serviciile noastre de proiectări au fost mâna a doua, Bucureștiul decidea. Ar fi trebuit să avem blocuri toată linia Copoului, să nu mai avem parcurile respective. Doar Grădina Copou și Parcul Expoziției ar fi fost salvate. Până la urmă i-am convins", mai spune Mandache Leocov.
Leocov a salvat, de asemenea, perdeaua de arbori din jurul Palatului Culturii din Iași: "Am fost convocat de Maria Ghițulică, ea era prim-secretar. Avea un adjunct Ionescu, unu’ al dracului, i se spunea Baiazid. Și au vrut să taie tot cordonul de vegetație de acolo. Am intrat între ei ș i-am rugat să-mi îngăduie să le povestesc toată istoria palatului. Cum s-au plantat arborii acolo încă de la 1833. La urmă le-am spus că «aveți dreptate, că nu s-au mai îngrijit plantele». Le-am promis că vin cu ai mei și rezolv problema", explică botanistul.
În jurul anului 1990, Leocov a primit sarcina de a încerca să reabiliteze Teiul lui Eminescu, la câteva decenii după primul tratament dendrologic al arborelui, efectuat în urma unei furtuni violente care a distrus axul principal al teiului. „Am desfăcut plomba de beton. Tot lemnul era putred până jos. Am lăsat deschis ecranul rămas. Era un fel de mască de scoarță despre care nu se știa ce e exact. În toată literatura, în toate peregrinările pe care le-am facut eu în țară și în străinătate, nu am mai întâlnit fenomenul ăsta. Este unic. [...] Lemnul era mort, arborele supraviețuiește numai printr-o minune a naturii: două rădăcini aditive, care au crescut și s-au strecurat pe lângă plombă, au ajuns, prin golul din trunchi, în pământ", a precizat botanistul. 

### În perioada postcomunistă

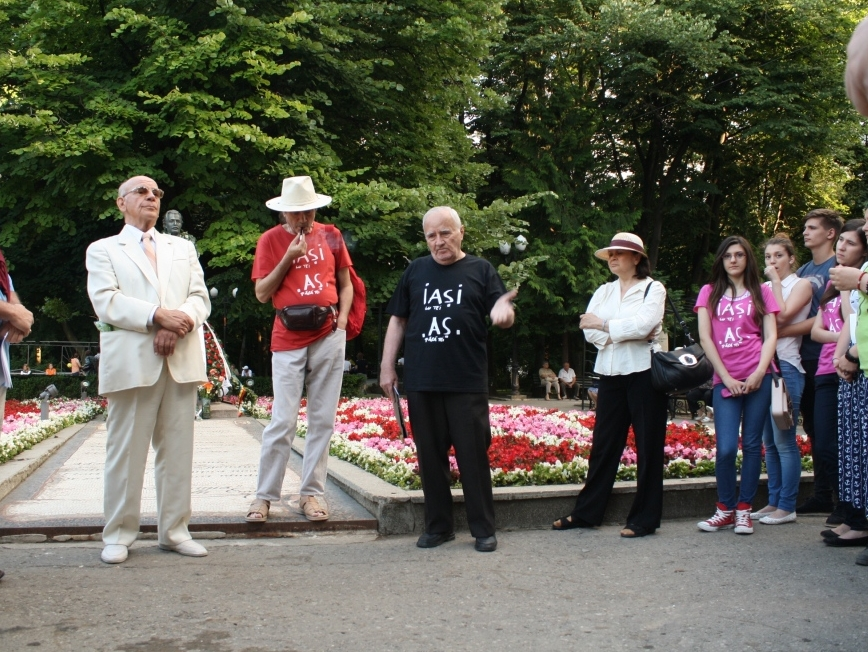
(De la stanga la dreapta) Mandache Leocov, alături de Liviu Antonesei și Ionel Lupu, marcând al treilea tratament dendrologic al Teiului lui Eminescu (iunie 2014)

Leucov l-a criticat pe primarul Iașiului Gheorghe Nichita pentru ceea ce botanistul a descris ca o lungă tradiție de incompetență dendrologică și abuzuri ecologice săvârșite de administrația condusă de acesta. Reacționând la campaniile edilitare de retezare a coroanei arborilor din aliniamentele stradale și de tăiere rasă a sute de copaci din oraș, Leocov a sugerat în luna mai 2013 că "este colosal de mult să se taie peste 800 de copaci într-un an. Eu am avut mereu impresia că nu-și dau seama ce fac. Pentru că au intrat acum în posesia drujbelor, au intrat în posesia unor mașini cu scaune telescopice, n-au nici personal instruit care face aceste tăieri. [...] Eu am fost la ei de câteva ori, n-am găsit pe nimeni cu care să vorbesc. Sălceanu, dacă primește dispoziție de la primar să taie toți teii din oraș, îi taie pe toți, ca să nu se pună rău cu șeful și să-și păstreze pâinea. Indicațiile sunt tot de sus.  Teii din Copou au fost plantați de Gheorghe Asachi, la 1812-1813, după aceea au mai fost înlocuiți. Aceștia de astăzi nu respectă nicio normă de plantare și îngrijire", a declarat botanistul.
De asemenea, alături de numeroși intelectuali, specialiști și profesori universitari din Iași și din străinătate, inclusiv 19 ingineri silvici , Leocov a criticat vehement decizia primarului Gheorghe Nichita de a tăia, în februarie 2013, toți teii din centrul orașului (Bd. Ștefan cel Mare și Sfânt) și de a-i înlocui cu arbuști japonezi pitici (Sophora japonica 'Pendula'), sugerând că aceștia din urmă sunt plante utilizate în cimitire, dezlipite de tradiția și cultura orașului și lipsite de proprietăți ecologice benefice omului (umbră, filtrarea aerului, eliberare de fitoncide etc.).
Botanistul a participat, de asemenea, la numeroase proteste civice împotriva tăierii arborilor din Iași, precum la cel organizat pe 11 mai 2014 în Parcul Expoziției, unde primăria a dispus marcarea silvică (marcaj de tăiere) a sute de arbori . Botanistul a explicat cum Parcul Expoziției a fost amenajat în secolul al XIX-lea și că a rezistat comunismului, dar a declarat că nu înțelege de ce acum, "când protejarea mediului este foarte importantă, copacii sunt tăiați cu sutele". Acțiunea de protest a fost una de succes, stopând tăierea arborilor și declanșând o anchetă penală în acest caz. Un raport dendrologic independent a confirmat ulterior declarațiile profesorului Leocov, și anume că majoritatea arborilor marcați nu prezentau un pericol public și nu ar fi trebuit tăiați.

## Distincții
În anul 2008, Universitatea "Alexandru Ioan Cuza" din Iași a publicat un volum memorial dedicat botanistului, intitulat In Honorem: Profesorul Mandache Leocov la 80 de ani (director al Gradinii Botanice in perioada 1973 – 1990).